# Partido judicial de Arucas
El Partido judicial de Arucas  es uno de los 19 partidos judiciales en los que se divide la comunidad autónoma de Canarias , siendo el partido judicial n.º 7  de la provincia de Las Palmas y uno de los 7 partidos judiciales de dicha provincia.
El ámbito territorial, que viene regulado por el Real Decreto 529/1983, de 9 de marzo, comprende los municipios de :
Artenara, Arucas, Firgas, Tejeda, Teror y Valleseco